# Dobojska tvrđava
Dobojska tvrđava (ili Gradina) potiče iz 13. stoljeća i nalazi se u samom gradu Doboju koji se i razvio oko nje. Početkom 21. stoljeća je rekonstruirana naporima „Organizacije za razvoj turizma regije Doboj ROTOR“, koja njom upravlja, uz financijsku pomoć „Švedske međunarodne organizacije za razvoj i suradnju“ i „Regionalnog centra za zaštitu životne sredine“. Danas je jedna od turističkih atrakcija Bosne i Hercegovine i značajan kulturno-povijesni spomenik pod zaštitom države.

## Vanjske poveznice
|  | Zajednički poslužitelj ima još gradiva o temi Dobojska tvrđava |

- Službene stranice dobojske tvrđave  Arhivirana inačica izvorne stranice od 22. listopada 2020. (Wayback Machine)